# Freeganismus
Freeganismus (nebo také freeganství) je praxe a ideologie založená na omezené účasti v konvenční ekonomice a na minimální spotřebě zdrojů, zejména využíváním předmětů a především jídla, které byly zbytečne vyhozeny. Freegani se vymezují proti konzumní společnosti, plýtvání a nerovnoměrné distribuci bohatství ve světě. Freegani jsou přesvědčeni, že dnešní ekonomický systém cílící na zisk vykořisťuje lidi, zvířata i přírodu. Snaha o minimální využívání zdrojů (tedy i peněz) vede u freeganů k participaci v rámci alternativním způsobů obživy, které mohou být v některých státech nesmyslně i za hranou zákona. Jde především o využívaní volných zdrojú, tedy aktivity jako dumpster diving vybírání popelnic s cílem zachránit předmety, jídlo, případně další vyhozené, znovupoužitelné věci, které nekdo vyhodil přitom jim nic není před zbytečnou likvidací, dále pak dobrovolná nezaměstnanost, squatting, stopování, opravování rozbitých produktů, guerrillové zahradničení a další aktivity snažící se o šetrnost k životnímu prostředí a šetření peněz.

## Etymologie
Slovo freegan vzniklo spojením slov ‚free‘ a ‚vegan‘: veganství je založené na odmítnutí využívání zvířat pro lidskou potřebu. Vegan tedy nekupuje žádné živočišné výrobky, zatímco freegan se odmítá na konvenční ekonomice podílet úplně. Ač je veganství s freeganstvím pevně spjato a vegani se často nesoustředí jen na nezneužívání zvířat, ale i životního prostředí jako celku, freegani konzumují i živočišné produkty, pokud už jednou skončily v popelnici a jsou určené k likvidaci ale nic jim není. V češtině bychom pro freegany mohli použít označení paběrkáři.

## Historie
Freeganství vzniklo v devadesátých letech v Americe, slovo freegan vymyslel až v roce 1994 Keith McHenry, spoluzakladatel anarchistické skupiny Food not Bombs. V roce 1999 vznikla brožura "Why Freegan?" napsaná bubeníkem Warrenem Oakesem, která tento pojem definuje. Vznikla stránka freegan.info, začali se pořádat pravidelné schůze a workshopy a freeganství se rozšířilo do povědomí veřejnosti. Freeganství se poslední dobou objevilo i v českém tisku, např. na stránkách České televize, Ona.idnes.cz nebo Novinky.cz, tyto konkrétní články se ale zabývají spíše fenoménem dumpster divingu a nevěnují se širšímu významu freeganství.

## Aktivity freeganů

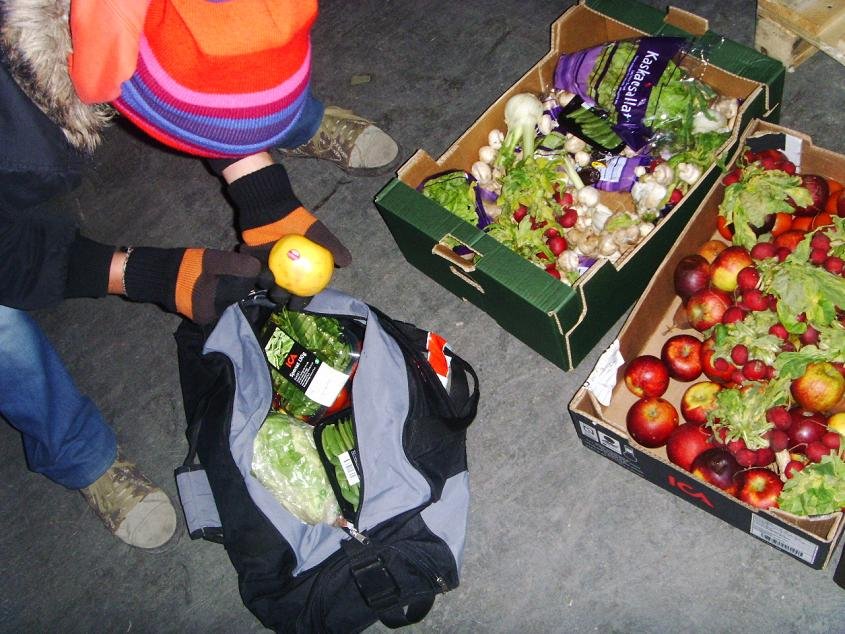
Jídlo získané z odpadu ve švédském Stockholmu.

### Získávání jídla
Získávání jídla z odpadu získalo freeganům popularitu v médiích. Jde zejména o vybírání odpadků u supermarketů a obchodů, kde končí potraviny kvůli prošlému datu spotřeby, poškozenému obalu nebo po dovezení nové várky zboží od dodavateli, přesto že mu mnohokrát nic není a je zcela jedlé a upotřebitelné.
Na světě se kolem 1/3 všeho vyprodukovaného jídla, tedy kolem 1,3 mld tun jídla, ročně znehodnotí nebo vyhodí, zároveň ale 795 milionů lidí (1 z 9) trpí chronickou podvýživou (jinak řečeno hladem) v roce 2014 až 2016. To je podle freeganů jeden z důsledků nefunkčního systému, proti kterému se vymezují. Takto získané jídlo nevyužívají jen pro vlastní spotřebu, ale i k rozdáni potřebným.
V mnoha zemích je však braní odpadků na hranici zákona, v ČR je dle platné legislativy navíc kvalifikováno jako krádež (při hodnotě věcí do 5 000 korun jako přestupek). Naopak v mnoha státech USA je odpad považovaný za veřejné vlastnictví, neboť se jí majitel dobrovolně vzdal a přebírání odpadu tedy za trestný čin považované není. V některých státech (jako Velká Británie) není vztah obchodů a jejich odpadu pro změnu zákonně zřejmý a freegani se tak běžně uchylují k vybírání odpadu v nočních hodinách.

### Sbírání potravy v přírodě a městské zahrady
Freegani se také mohou účastnit paběrkování na polích, kde zůstává nesklizená zelenina, která nevyhovuje požadavkům odběratele, přestože je nepoškozená a konzumovatelná. Související aktivitou je také guerrillové zahradnictví (guerrilla gardening), které spočívá v osázení nevyužité půdy na veřejných prostranství, nebo sbírání potravy v přírodě a samozásobitelství. Na hnojení takto využívané půdy se často využívá část potravin získaných z odpadních kontejrnerů a místo běžného kompostování často používají tzv. vermikompost, což umožňuje lepší využití omezené plochy na pěstování. Část "přírodních" freeganů má na venkově usedlosti, které jsou plně soběstačné nejen potravinově, ale i energeticky a tito lidé žijí takzvaně zcela "mimo systém" – autonomně.

### Sdílení
Další aktivita, která je spojována s freeganským hnutím je sdílení, které navazuje na anarchistickou myšlenku kultury darů. Například síť Food Not Bombs (Jídlo místo bomb) využívá jídla, které by se jinak vyhodilo, k vaření teplých jídel pro každého, která rozdává na ulicích. Podobně hnutí Really, Really Free Markets pořádá akce, na kterých si freegani vyměňují nejen předměty, ale i znalosti a dávají si dary a jídlo. Obdobně fungují i tzv. "obchody zdarma" (free store), kde si zákazníci mění zboží a služby mimo monetární systém. Často takto freegani sdílejí s ostatními také jídlo získané z odpadních kontejnerů.

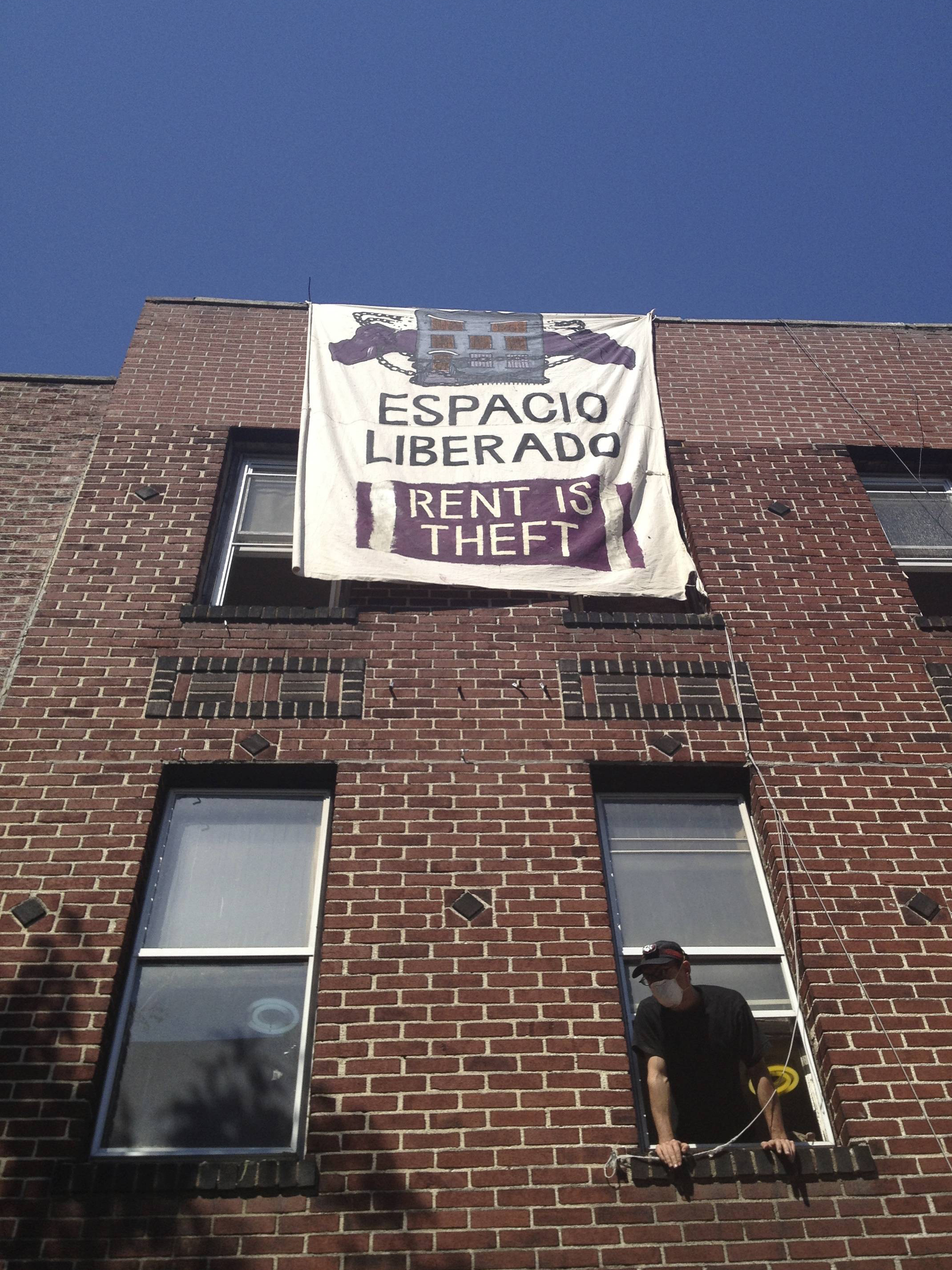
Freeganský squat v New Yorku.

Freegani také prosazují sdílení dopravních prostředků, například využíváním sdílených aut či autostopu. Využívají též systém sdílení kol, opravují nalezená a rozbitá jízdní kola a učí také ostatní členy komunity, jak si kola opravovat. Díky tomu má jejich doprava velmi malou ekologickou stopu.

### Squatting
Freegani věří, že bydlení je právo, ne privilegium. Součástí freeganství je tedy i squatting, neboli obydlení a renovování nevyužívané, často chátrající budovy (často v soukromém vlastnictví, kdy vlastník budovu nevyužívá), které je často spojené i s pořádáním kulturně-vzdělávacích akcí. V Praze od roku 2014 fungoval squatt Autonomní sociální centrum Klinika, kde se pořádaly jazykové kurzy, koncerty, přednášky i lidová kuchyně (rozdávání jídla zadarmo z "vydumpsterovaných" nebo darovaných potravin). Činnost centra byla ukončena po exekuci budovy a jejím převzetím společností SŽDC na počátku roku 2019.
V ČR je squatting považován za protiprávní jednání ve smyslu dlouhodobějšího pobytu na určitém místě v majetku druhé osoby bez povolení, pouhé přespání do této kategorie nespadá.

### Méně práce
Freegani se staví proti práci vykonávané pouze za účelem hromadění hmotných věcí. Jejich potřeba klasického zaměstnání je podle nich snížena omezením se pouze na základní potřeby (jídlo, ošacení, bydlení atd.) a většinu toho získávají ze zbytků z odpadu. Podle freeganů jim méně práce v zaměstnání uvolňuje další čas pro politické aktivity a zároveň se vyhýbají takovým úkolům, které vidí jako ztrátu cenného času, nebo které jim přikazuje někdo jiný, přináší jim stres, nudu, monotónnost a ohrožují jejich fyzickou a psychickou pohodu. Freegani proto ale nemusí být automaticky líní, mnoho z nich čas vynakládá na práci v dobrovolnických organizacích (oprava rozbitých věcí, vaření jídla pro potřebné, starost o opuštěná zvířata, lidskoprávní organizace apod.). Stejně jako u squattingu se tak velmi často liší teorie a praxe. V průzkumech se freegani velmi liší – část z nich pracuje pouze občas, část pracuje důsledně v dobrovolnických organizacích a část z nich má normální konvenční zaměstnání.

## Kritika
Freegani bývají společností kritizováni za to, že brojí proti konzumu, který jim však poskytuje základní obživu a nemohli by bez něj existovat (viz vybírání odpadků apod.). Nicméně cílem freeganů není zachování jejich koexistence s konzumem, ale jeho omezení a návrat k životu v menších komunitách, větší soběstačnosti a snížení spotřeby zdrojů. Mezi lidmi navíc vzbuzuje často extrémní odpor způsob freeganské obživy, tedy vybírání odpadků, a jeho zdravotní rizika. Samotní freegani však argumentují tím, že tento strach pramení z přehnaných interpretací starších studií o mikrobiotě a nikoho z nich jídlo z odpadu na zdraví neohrozilo.